# Hohenwarth (Gemeinde Dunkelsteinerwald)
Hohenwarth ist eine Ortschaft und eine Katastralgemeinde der Marktgemeinde Dunkelsteinerwald, Niederösterreich.

## Geografie
Der Weiler befindet sich drei Kilometer östlich von Schönbühel an der Donau und ist über die Landesstraße L5355 erreichbar. In der Ortschaft Hohenwarth liegt auch die Einzellage Purzellerhof. Am 1. Jänner 2024 gab es in der Ortschaft 21 Einwohner.

## Geschichte
Im Franziszeischen Kataster von 1821 ist Hohenwarth mit zwei Gehöften verzeichnet. Laut Adressbuch von Österreich waren im Jahr 1938 in Hohenwarth einige Landwirte ansässig.